# Santas Marías, Michoacán de Ocampo
Santas Marías är en ort i Mexiko.   Den ligger i kommunen Tacámbaro och delstaten Michoacán de Ocampo, i den södra delen av landet, 250 km väster om huvudstaden Mexico City. Santas Marías ligger 1 955 meter över havet och antalet invånare är 878.
Terrängen runt Santas Marías är lite bergig. Runt Santas Marías är det ganska tätbefolkat, med 80 invånare per kvadratkilometer. Närmaste större samhälle är Tacámbaro de Codallos, 7,4 km öster om Santas Marías. I omgivningarna runt Santas Marías växer huvudsakligen savannskog.